# Bifurkáció (pedagógia)
A bifurkáció latin eredetű szó. Jelentése, valamilyen helyzet, folyamat kettéválása, szétválása vagy elágazása.
Az oktatásban bifurkációnak vethetik alá, avagy szétválaszthatják a tanulókat képességeik alapján - az oktatás hatékonysága érdekében - tanulócsoportokra.